# 中伊西町
中伊西町（なかいにしちょう）は愛知県岡崎市額田地区の町名。丁番を持たない単独町名であり、34の小字が設置されている。

## 地理
岡崎市東部に位置する。住宅地は道路沿線に形成され、その他は森林・農地・工業用地として利用されている。

### 字
| - 字亥ノ蔵（いのくら） - 字後田（うしろだ） - 字大皿田（おおさらだ） - 字大田（おおた） - 字押ノ入（おしのいり） - 字柿田（かきだ） - 字仮起道（かきみち） - 字風田（かぜだ） - 字上栗下（かみくりした） - 字楮ノ木（かみのき） - 字上深田（かみふかだ） - 字川崎（かわさき） | - 字小白田（こじろだ） - 字坂口（さかぐち） - 字猿田（さるた） - 字沢尻（さわじり） - 字下川崎（しもかわさき） - 字下栗下（しもくりした） - 字下深田（しもふかだ） - 字手平（てびら） - 字中井田（なかいだ） - 字中栗下（なかくりした） - 字西日影（にしひかげ） | - 字博士田（はかせだ） - 字萩林（はぎばやし） - 字馬糶（ばせり） - 字冷田（ひえだ） - 字仏供田（ぶくだ） - 字間新家田（まあらかた） - 字丸田（まるだ） - 字森下（もりした） - 字山中田（やまなかだ） - 字湯ノ気田（ゆのきだ） - 字早稲田（わせだ） |

## 世帯数と人口
2019年（令和元年）5月1日現在の世帯数と人口は以下の通りである。
| 町丁     | 世帯数 | 人口  |
| -------- | ------ | ----- |
| 中伊西町 | 54世帯 | 100人 |

### 人口の変遷
国勢調査による人口の推移
| 2010年（平成22年） | 86人 | [ 6 ] |  |
| 2015年（平成27年） | 73人 | [ 7 ] |  |

## 小・中学校の学区
市立小・中学校に通う場合、学区は以下の通りとなる。
| 番・番地等 | 小学校             | 中学校             |
| ---------- | ------------------ | ------------------ |
| 全域       | 岡崎市立下山小学校 | 岡崎市立額田中学校 |

## 歴史
額田郡伊賀谷村を前身とする。1878年に隣接する中保久村と合併。合成地名である中伊村が成立した。その後下山村、額田町の期間は大字中伊となった。だが中伊東（現在の中伊町）と中伊西（名残から伊ケ谷とも呼ばれていた）に分けて呼称されるようになる。額田町が岡崎市に合併された際に中伊町と中伊西町に分けられた。

### 沿革
- 2006年（平成18年）1月1日 - 岡崎市へ編入し、同市中伊西町となる[1]。

### 史跡
- 伊ヶ谷城

## 交通
- 愛知県道336号蘭鍛埜線

## 施設
- 中伊西公民館
- 豊田鉄工 額田工場
- 丹羽鉄工所 額田工場
- 髙木工業所 額田工場
- 中野製作所 本社
- トヨタモビリティパーツ  額田センター

## その他

### 日本郵便
- 郵便番号 : 444-3449[4]（集配局：額田郵便局[9]）。

## 参考資料
- 「角川日本地名大辞典」編纂委員会 編『角川日本地名大辞典 23 愛知県』角川書店、1989年3月8日。ISBN 4-04-001230-5。
- 有限会社平凡社地方資料センター 編『日本歴史地名体系第23巻 愛知県の地名』平凡社、1981年。ISBN 4-582-49023-9。